# Janjevci

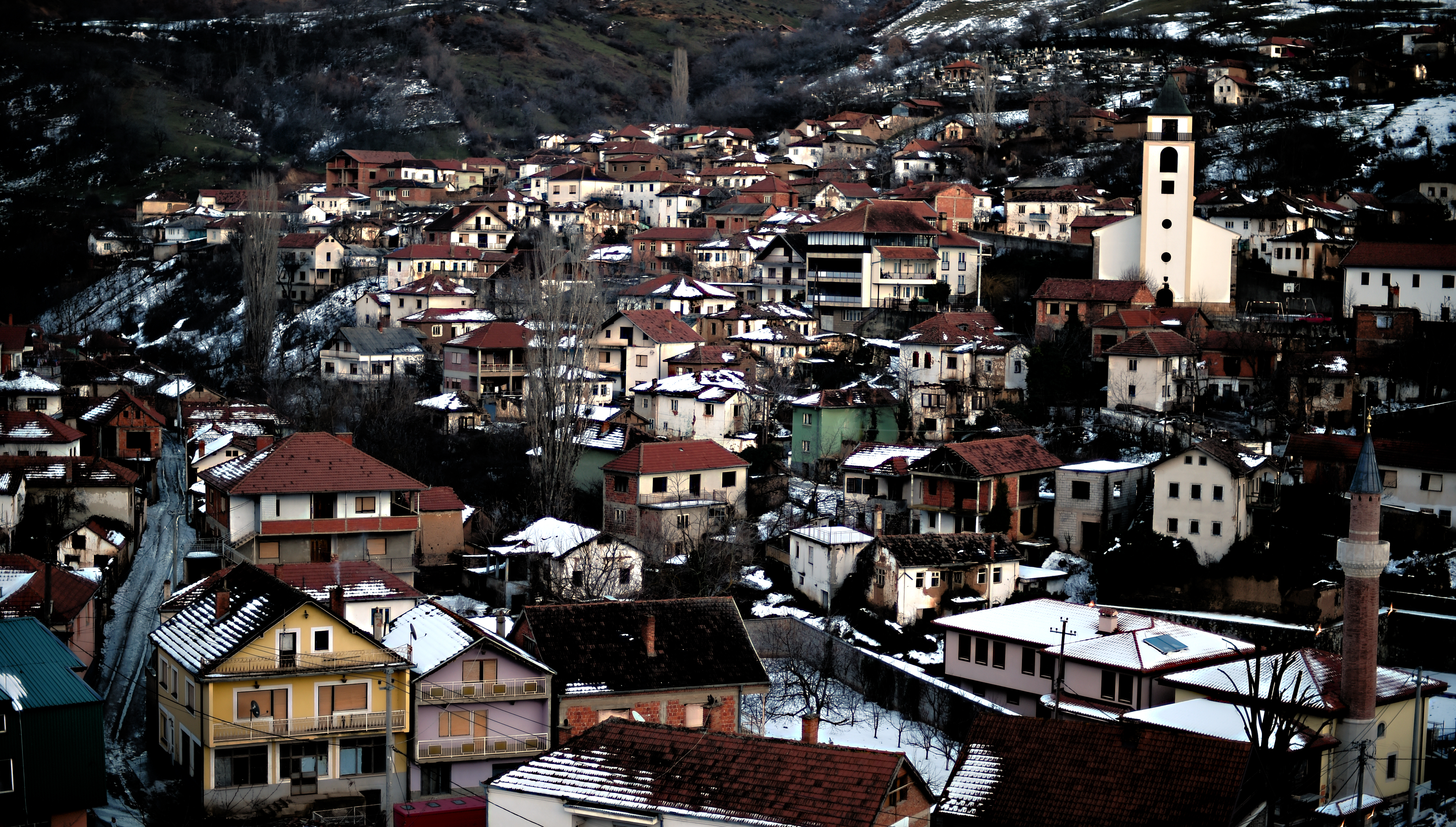
Ansicht auf Janjeva

Die Janjevci (deutsch Janjever, albanisch Janjevët) sind eine regionale kroatische Minderheit im Kosovo. Ihren Namen haben sie von der Stadt Janjeva/Janjevo in der Nähe von Pristina, in der auch heute die meisten der im Kosovo verbliebenen Janjevci leben.
Sie stammen von Händlern und Bergarbeitern aus Dubrovnik sowie Bosnien und Herzegowina ab, die sich während des 14. Jahrhunderts im Kosovo niederließen. Ihren katholischen Glauben und ihre kroatische Identität haben sie durch Jahrhunderte erhalten.
Die erste schriftliche Erwähnung stammt von Papst Benedikt XI. aus dem Jahr 1303, darin wird Janjevo als Zentrum der katholischen Gemeinde des St. Nikolaus erwähnt.
Ab 1998 wanderten wegen der Unruhen im Kosovo die meisten von ihnen aus, hauptsächlich nach Kroatien.
Vor 1991 gab es rund 8.000 Janjevci im Kosovo, davon ca. 4.500 in Janjevo selbst, 1998 waren es noch 1.800. Heute sind es in Janjevo selbst noch etwa 350.
Die Bewohner des Wallfahrtsortes Letnica verließen den Ort bereits 1992. Sie wurden größtenteils in Kistanje und in Westslawonien angesiedelt, jene Gegend Kroatiens, aus der die serbische Bevölkerung nach Ende des Kroatienkrieges geflohen war.